# Terapia de aceitação e compromisso
Terapia de aceitação e compromisso (ACT) é uma forma de aconselhamento e um ramo da análise do comportamento clínico. É uma intervenção psicológica baseada empiricamente que usa estratégias de aceitação e mindfulness misturadas de maneiras diferentes com estratégias de comprometimento e mudança de comportamento, para aumentar a flexibilidade psicológica. A abordagem foi originalmente chamada de distanciamento abrangente. Steven C. Hayes desenvolveu a Terapia de Aceitação e Compromisso em 1982, a fim de criar uma abordagem mista que integra terapia cognitiva e comportamental. Há uma variedade de protocolos para o ACT, dependendo do comportamento ou configuração do alvo. Por exemplo, em áreas de saúde comportamental, uma versão resumida do ACT é chamada de terapia de aceitação e compromisso focalizada (FACT).
O objetivo do ACT não é a eliminação de sentimentos difíceis; ao contrário, é estar presente com o que a vida nos traz e "nos mover em direção ao comportamento valorizado". A terapia de aceitação e compromisso convida as pessoas a se abrirem para sentimentos desagradáveis, e aprendam a não reagir de forma exagerada a eles, e não a evitar situações em que eles são invocados. Seu efeito terapêutico é uma espiral positiva em que sentir melhor leva a uma melhor compreensão da verdade. Em ACT, 'verdade' é medida através do conceito de 'trabalhabilidade', ou o que funciona para dar outro passo em direção ao que importa (por exemplo, valores, significado).

## Pesquisa
Uma meta-análise de 2008 concluiu que a evidência ainda era muito limitada para que o ACT fosse considerado um tratamento apoiado e levantou preocupações metodológicas sobre a base de pesquisa. Uma meta-análise de 2009 descobriu que o ACT era mais eficaz do que o placebo e o "tratamento usual" para a maioria dos problemas (com exceção da ansiedade e depressão), mas não mais eficaz do que a TCC e outras terapias tradicionais. Uma meta-análise de 2012 foi mais positiva e relatou que o ACT superou a TCC, exceto no tratamento de depressão e ansiedade.
Uma revisão de 2015 descobriu que o ACT era melhor que o placebo e o tratamento típico para transtornos de ansiedade, depressão e dependência. Sua eficácia foi semelhante aos tratamentos tradicionais como a terapia cognitivo-comportamental (TCC). Os autores sugeriram que a comparação de TCC da metanálise anterior de 2012 pode ter sido comprometida pela inclusão de ensaios não randomizados com amostras pequenas. Eles também notaram que as metodologias de pesquisa melhoraram desde os estudos descritos na meta-análise de 2008.
O número de ensaios clínicos randomizados e séries temporais controladas avaliando o TCA para uma variedade de problemas está crescendo. Em 2006, apenas cerca de 30 desses estudos eram conhecidos, mas em 2011 o número havia dobrado aproximadamente. O site da Associação para a Ciência Comportamental Contextual afirma que houve 171 ensaios clínicos randomizados (ECR) de ACT publicados em dezembro de 2016, e mais de 20 meta-análises e 45 estudos mediacionais da literatura do ACT na primavera de 2016. A maioria dos estudos de ACT até agora tem sido realizada em adultos e, portanto, o conhecimento de sua eficácia quando aplicado a crianças e adolescentes é limitado.

## Organizações Profissionais
- A Associação para a Ciência Comportamental Contextual está comprometida com a pesquisa e o desenvolvimento na área de ACT, RFT e ciência comportamental contextual em geral. Em 2017, tinha mais de 7.600 membros em todo o mundo, cerca de metade fora dos Estados Unidos. Realiza reuniões anuais de "conferência mundial": No dia 16 será realizado em Montreal, em julho de 2018.[12]

- A Associação Internacional de Análise do Comportamento (ABAI) tem um grupo de interesse especial para questões práticas, aconselhamento comportamental e análise de comportamento clínico ABA: I. ABAI tem maiores grupos de interesse especial para o autismo e medicina comportamental. A ABAI serve como o principal lar intelectual para analistas de comportamento.[13][14] A ABAI patrocina três conferências/ano - uma multi-faixa nos EUA, uma específica para o autismo e uma internacional.

- A Associação de Terapias Comportamentais e Cognitivas (ABCT) também tem um grupo de interesse em análise do comportamento, que se concentra na análise do comportamento clínico. O trabalho do ACT é comumente apresentado na ABCT e em outras organizações tradicionais do CBT.

- A Associação Britânica de Psicoterapias Comportamentais e Cognitivas (BABCP) tem um grande grupo de interesse especial na ACT, com mais de 1.200 membros.

- Analistas do comportamento de nível doutoral que são psicólogos pertencentes à Divisão 25 da Associação Americana de Psicologia (APA) - Análise do comportamento.[15] O TCA tem sido chamado de "tratamento comumente usado com apoio empírico" dentro da especialidade da psicologia comportamental e cognitiva, reconhecida pela APA.[16]